# Маково (Калузька область)
Маково (рос. Маково) — присілок в Бабинінському районі Калузької області Російської Федерації.
Населення становить 12 осіб. Входить до складу муніципального утворення Муніципальне утворення Село Бабиніно.

## Історія
У 1930-1937 року населений пункт належав до Московської області. Відтак, у 1937-1944 роках належав до Тульської області, від 1944 року в складі Калузької області.
Орган місцевого самоврядування від 2004 року — Муніципальне утворення Село Бабиніно.

## Населення
| 1999 | 2002 | 2010 |
| ---- | ---- | ---- |
| 14   | ↗16  | ↘12  |